# Tramlijn 32 (Brussel)
De Brusselse premetro- en tramlijn 32 uitgebaat door de MIVB verbond na 20u de zakenwijk Da Vinci via het Noordstation met de halte Drogenbos Kasteel.
Op 1 september 2021 werd de lijn afgeschaft. Lijn 82 wordt sindsdien niet langer beperkt tot het Zuidstation vanaf 20 uur, maar zal net als overdag doorrijden tot Drogenbos. Tram 82 vangt zo het verdwijnen van lijn 32 op.
Lijn 32 was de laatste premetro- en tramlijn van de MIVB die enkel reed na 20u 's avonds.

## Traject
Da Vinci - Bordet Station - Van Cutsem - Fonson - Vrede - Linde - Helmet - Schaarbeekse Haard - Waelhem - Verboekhoven - Paviljoen - Rubens (naar Drogenbos Kasteel) - Liedts - Thomas - Noordstation - Rogier - De Brouckère - Beurs - Grote Markt - Anneessens-Fontainas - Lemonnier - Zuidstation - Zweden - Koningslaan - Drukkerij - Orban - Wiels - Union - Kastanjes - Zaman-Vorst Nationaal - Monaco - Vorst Centrum - Sint-Denijs - Max Waller - Bempt - Neerstalle - Merlo - Kruispunt Stalle - Keyenbempt - Rodts - Grote Baan - Drogenbos Kasteel

## Bijzonderheden
Lijn 32 is een avondlijn die het stuk Drogenbos Kasteel - Zuidstation herneemt van lijn 82.

## Materieel
Deze tramlijn wordt door lagevloertrams van het type T3000 bediend.
Stations: Noordstation · Rogier · De Brouckère · Beurs - Grote Markt · Anneessens-Fontainas · Lemonnier · Zuidstation · Hallepoort · Sint-Gillisvoorplein · Horta · Albert

Projecten: Toots Thielemans 

Lijnen:         